# میرودنافیل
میرودنافیل (انگلیسی: Mirodenafil) یک مهارکننده PDE5 (مانند سیلدنافیل، تادالافیل، اودنافیل و واردنافیل) برای درمان اختلال نعوظ است.